# تیاگو سانتوس
تیاگو سانتوس (انگلیسی: Thiago Santos؛ زادهٔ ۷ ژانویهٔ ۱۹۸۴) ورزشکار هنرهای رزمی ترکیبی اهل برزیل است.